# Amaranthus australis
Amaranthus australis là loài thực vật có hoa thuộc họ Dền. Loài này được (A.Gray) Sauer mô tả khoa học đầu tiên năm 1955.